# 서지안
서지안 (1986년 2월 28일 ~ )은 대한민국의 가수이다.

## 생애
서울특별시에서 태어났으며, 중앙대학교 휴학 중인 2011년 싱글 앨범 <기다린다>로 데뷔했다. 2014년 10월 18일 KBS 불후의 명곡 전설을 노래하다 169회 '불후의 명곡 - 한국인이 사랑하는 팝 스타 마이클 볼튼' 편에 나와 "A Love So Beautiful"을 멋지게 불러 원곡자이자 전설 마이클 볼튼으로부터 극찬을 받으며 마이클 볼튼 공연까지 동반으로 출연하여 "한국의 마이클 볼튼" 이라는 수식어로 알려지며 화제가 되었으며, 2014년 12월 6일 176회 故 이봉조 편에 출연하여 "별"이라는 곡으로 가창력을 인정받은 "명품보컬", "슈퍼루키", "흙 속 진주"라는 별명을 얻었으며, 이후로도 불후의 명곡에 자주 출연하여 폭발적인 가창력으로 훌륭한 무대를 많이 남겼다. 대표곡으로 "심장이 아파", "나의 모든 하루" 등이 있으며, 인생을 노래하고 진실된 마음을 움직이는 보컬, 음악을 잘하고 이해하는 가수가 되고 싶다는 귀추가 주목되는 실력파 가수다.